# Copa Africana de Naciones de Fútbol Playa 2021
La Copa Africana de Naciones de Fútbol Playa de 2021 sirvió como clasificación para la Copa Mundial de Fútbol Playa FIFA 2021.  Se disputó del 23 al 29 de mayo de 2021 en la ciudad costera de Saly en Senegal. La confederación dispuso de dos cupos directos para la copa mundial que se disputó en Moscú, Rusia.
El torneo tendría lugar en Jinja, Uganda, entre el 23 y el 29 de noviembre de 2020. Sin embargo, debido a la Pandemia de COVID-19 y el aumento del nivel del agua en las orillas del lago Victoria que afecta a la playa anfitriona, Uganda se retiró de la organización.
Posteriormente, Senegal fue elegido como nuevo anfitrión, y el torneo se reprogramó para que tuviera lugar del 23 al 29 de mayo de 2021.

## Sede
Originalmente el torneo se iba a jugar en la ciudad de Jinja en Uganda en noviembre de 2020, pero por la Pandemia de COVID-19 y por el cambio en las costas del Lago Victoria, Uganda renunció a ser la sede.
Más tarde la CAF eligió como sede del torneo a la ciudad de Saly en Senegal a jugarse en el mes de mayo de 2021.

## Sistema de competición
En la fase de grupos, los equipos fueron divididos en dos grupos de cuatro integrantes, los cuales jugaron todos contra todos. Avanzaron a la segunda fase el primer y segundo lugar de cada grupo. Los cuatro equipos clasificados fueron emparejados, y los ganadores de cada juego clasificaron a la copa del mundo, así como decidieron el campeón del torneo. Los perdedores de las semifinales disputaron el tercer puesto.

## Participantes
En cursiva los equipos debutantes.
| Equipos participantes | Equipos participantes | Equipos participantes | Equipos participantes |
| --------------------- | --------------------- | --------------------- | --------------------- |
| Burundi               | Ghana                 | Mozambique            | Tanzania              |
| Comoras               | Libia                 | RD Congo              | Uganda                |
| Costa de Marfil       | Madagascar            | Senegal               |                       |
| Egipto                | Marruecos             | Seychelles            |                       |

## Ronda previa
| Fechas                | Local en la ida | Clasifica como | Local en la vuelta | Ida | Vuelta | Global |
| --------------------- | --------------- | -------------- | ------------------ | --- | ------ | ------ |
| —                     | Libia           | Ganador 1      | Marruecos          | —   | —      | w.o.   |
| 1 y 8 de mayo de 2021 | Seychelles      | Ganador 2      | Madagascar         | —   | —      | w.o.   |
| —                     | Comoras         | Ganador 3      | Mozambique         | 5:7 | 3:10   | 8:17   |
| —                     | Burundi         | Ganador 4      | Tanzania           | 3:8 | 6:4    | 9:12   |
| —                     | Uganda          | Ganador 5      | Ghana              | —   | —      | w.o.   |
| —                     | RD Congo        | Ganador 6      | Costa de Marfil    | —   | —      | w.o.   |

## Fase de grupos

### Grupo A
| Pos. | Equipo         | Pts. | PJ | G | W+ | WP | P | GF | GC | Dif. | Clasificación    |
| ---- | -------------- | ---- | -- | - | -- | -- | - | -- | -- | ---- | ---------------- |
| 1    | Senegal (H, A) | 6    | 2  | 2 | 0  | 0  | 0 | 8  | 2  | +6   | Fase Final       |
| 2    | Uganda (A)     | 3    | 2  | 1 | 0  | 0  | 1 | 5  | 8  | −3   | Fase Final       |
| 3    | Tanzania (Q)   | 0    | 2  | 0 | 0  | 0  | 2 | 4  | 7  | −3   | Playoff 5° Lugar |
| 4    | RD Congo (D)   | 0    | 0  | 0 | 0  | 0  | 0 | 0  | 0  | 0    | Abandonó         |

 Fuente: CAF
Notas:
1. ↑  RD Congo abandonó el torneo el 20 de mayo; la razón se desconoce.[9]

| Fecha              | Lugar |          |                     | Resultado |                     |          |
| ------------------ | ----- | -------- | ------------------- | --------- | ------------------- | -------- |
| 23 de mayo de 2021 | Saly  | Uganda   | Bandera de Uganda   | 1:5       | Bandera de Senegal  | Senegal  |
| 24 de mayo de 2021 | Saly  | Tanzania | Bandera de Tanzania | 3:4       | Bandera de Uganda   | Uganda   |
| 26 de mayo de 2021 | Saly  | Senegal  | Bandera de Senegal  | 3:1       | Bandera de Tanzania | Tanzania |

### Grupo B
| Pos. | Equipo         | Pts. | PJ | G | W+ | WP | P | GF | GC | Dif. | Clasificación    |
| ---- | -------------- | ---- | -- | - | -- | -- | - | -- | -- | ---- | ---------------- |
| 1    | Mozambique (A) | 9    | 3  | 3 | 0  | 0  | 0 | 16 | 9  | +7   | Fase final       |
| 2    | Marruecos (A)  | 6    | 3  | 2 | 0  | 0  | 1 | 10 | 6  | +4   | Fase final       |
| 3    | Egipto (Q)     | 3    | 3  | 1 | 0  | 0  | 2 | 20 | 13 | +7   | Playoff 5° Lugar |
| 4    | Seychelles (E) | 0    | 3  | 0 | 0  | 0  | 3 | 6  | 24 | −18  |                  |

 Fuente: CAF
| Fecha              | Lugar |            |                       | Resultado                                               |                       |            |
| ------------------ | ----- | ---------- | --------------------- | ------------------------------------------------------- | --------------------- | ---------- |
| 23 de mayo de 2021 | Saly  | Egipto     | Bandera de Egipto     | 5:7                                                     | Bandera de Mozambique | Mozambique |
| 23 de mayo de 2021 | Saly  | Marruecos  | Bandera de Marruecos  | 5:1                                                     | Bandera de Seychelles | Seychelles |
| 24 de mayo de 2021 | Saly  | Mozambique | Bandera de Mozambique | 7:3 Archivado el 25 de mayo de 2021 en Wayback Machine. | Bandera de Seychelles | Seychelles |
| 25 de mayo de 2021 | Saly  | Seychelles | Bandera de Seychelles | 2:12                                                    | Bandera de Egipto     | Egipto     |
| 25 de mayo de 2021 | Saly  | Mozambique | Bandera de Mozambique | 2:1                                                     | Bandera de Marruecos  | Marruecos  |
| 26 de mayo de 2021 | Saly  | Egipto     | Bandera de Egipto     | 3:4                                                     | Bandera de Marruecos  | Marruecos  |

## Fase final

### Quinto lugar
| Fecha              | Lugar |          |                     | Resultado |                   |        |
| ------------------ | ----- | -------- | ------------------- | --------- | ----------------- | ------ |
| 28 de mayo de 2021 | Saly  | Tanzania | Bandera de Tanzania | 2:4       | Bandera de Egipto | Egipto |

### Semifinales
| Fecha              | Lugar |            |                       | Resultado |                      |           |
| ------------------ | ----- | ---------- | --------------------- | --------- | -------------------- | --------- |
| 28 de mayo de 2021 | Saly  | Senegal    | Bandera de Senegal    | 3:2       | Bandera de Marruecos | Marruecos |
| 28 de mayo de 2021 | Saly  | Mozambique | Bandera de Mozambique | 6:3       | Bandera de Uganda    | Uganda    |

### Tercer lugar
| Fecha              | Lugar |           |                      | Resultado |                   |        |
| ------------------ | ----- | --------- | -------------------- | --------- | ----------------- | ------ |
| 29 de mayo de 2021 | Saly  | Marruecos | Bandera de Marruecos | 5:3       | Bandera de Uganda | Uganda |

### Final
| Fecha              | Lugar |         |                    | Resultado |                       |            |
| ------------------ | ----- | ------- | ------------------ | --------- | --------------------- | ---------- |
| 29 de mayo de 2021 | Saly  | Senegal | Bandera de Senegal | 4:1       | Bandera de Mozambique | Mozambique |

## Clasificados a la Copa Mundial de Fútbol Playa de 2021
| Bandera de Senegal | Bandera de Mozambique |
| Senegal            | Mozambique            |

## Goleadores
- Actualizado el 29 de mayo de 2021.

| Jugador               | Selección  | Goles |
| --------------------- | ---------- | ----- |
| Nelson Manuel         | Mozambique | 10    |
| Hossam "Paulo" Hassan | Egipto     | 9     |
| Rachide Sefo Smith    | Mozambique | 9     |
| Rabi Aboutalbi        | Marruecos  | 6     |
| Raoul Mendy           | Senegal    | 5     |

## Premios y reconocimientos[10]

### Balón de Oro
| Jugador       | Selección  |
| Nelson Manuel | Mozambique |
| ------------- | ---------- |

### Mejor goleador
| Jugador       | Selección  | Goles |
| Nelson Manuel | Mozambique | 10    |
| ------------- | ---------- | ----- |

### Guante de Oro
| Jugador         | Selección |
| Al Seyni Ndiaye | Senegal   |
| --------------- | --------- |

## Clasificación general
| Pos. | Equipo     | Pts | PJ | PG | PG+ | PP | GF | GC | Dif |
| ---- | ---------- | --- | -- | -- | --- | -- | -- | -- | --- |
| 1    | Senegal    | 12  | 4  | 4  | 0   | 0  | 15 | 5  | +10 |
| 2    | Mozambique | 12  | 5  | 4  | 0   | 1  | 23 | 16 | +7  |
| 3    | Marruecos  | 9   | 5  | 3  | 0   | 2  | 17 | 12 | +5  |
| 4    | Uganda     | 3   | 4  | 1  | 0   | 3  | 11 | 19 | -8  |
| 5    | Egipto     | 6   | 4  | 2  | 0   | 2  | 24 | 15 | +9  |
| 6    | Tanzania   | 0   | 3  | 0  | 0   | 3  | 6  | 11 | -5  |
| 7    | Seychelles | 0   | 3  | 0  | 0   | 3  | 6  | 24 | -18 |